# Dawkinsia
Dawkinsia – rodzaj słodkowodnych ryb z rodziny karpiowatych (Cyprinidae).

## Klasyfikacja
Gatunki zaliczane do tego rodzaju:
- Dawkinsia arulius – brzanka pióropuszowa[2], brzanka arulia[3]
- Dawkinsia exclamatio
- Dawkinsia filamentosus – brzanka czarnoplama[4]
- Dawkinsia rohani
- Dawkinsia rubrotinctus
- Dawkinsia singhala
- Dawkinsia srilankensis
- Dawkinsia tambraparniei.

Gatunkiem typowym jest Leuciscus filamentosus (D. filamentosus)